# Gordon Giovanelli
Gordon Giovanelli   (Everett, 11 d'abril de 1925 - Escondido, 21 de desembre de 2022) fou un remer estatunidenc que va competir durant la dècada de 1940.
El 1948 va prendre part en els Jocs Olímpics de Londres, on guanyà la medalla d'or en la prova del quatre amb timoner del programa de rem. Formà equip amb Warren Westlund, Robert Martin, Robert Will i Allan Morgan.